# مایکل پی. شاور
مایکل پی. شاور (انگلیسی: Michael P. Shawver) یک تدوین‌گر آمریکایی، که به دلیل همکاری‌اش با کارگردان رایان کوگلر شناخته شده‌است.

## گزیده فیلم‌شناسی
- ایستگاه فروتویل (۲۰۱۳)[۱]
- کرید (۲۰۱۵)[۲]
- رقص کثیف (۲۰۱۷)[۳]
- پلنگ سیاه (۲۰۱۸)[۴]
- گودزیلا: سلطان هیولاها (۲۰۱۹)[۵]
- یک مکان ساکت: بخش ۲ (۲۰۲۰)
- دزد راستگو (۲۰۲۰)
- صاعقه سیاه (۲۰۲۲)
- پلنگ سیاه: واکاندا تا ابد (۲۰۲۲)[۶]
- ابیگیل (۲۰۲۴)[۷]
- گناهکاران (۲۰۲۵)[۸]